# Ischnoderma benzoinum
Ischnoderma benzoinum (Wahlenb.) P. Karst., 1881. è un fungo basidiomicete della famiglia Fomitopsidaceae.

## Descrizione della specie

### Carpoforo

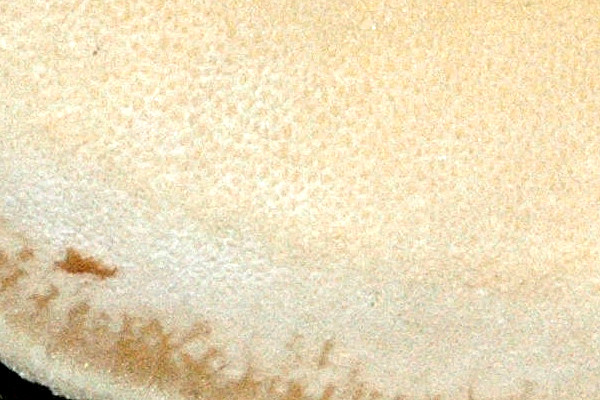
Imenoforo di I. benzoinum

8–22 cm, a forma di mensola, fissato al substrato mediante un umbone dorsale; tomentoso poi liscio, rugoso, color bruno ruggine o bruno-nerastro.

### Tubuli
Lunghi 4–8 mm.

### Pori
0,3-0,5 mm, rotondato-angolosi, bianchi o giallognoli, maculati, poi color cannella o tabacco, imbrunenti al tatto.

### Gambo
Assente.

### Carne
Fibroso-carnosa, poi suberosa, giallognola, poi fulva.

## Microscopia
Sporecilindriche, bianche in massa, 4,9-6,0 x 1,4-2,4 µm, non amiloidi, lisce, ialine.
Basidiclavati, tetrasporici,con giunti a fibbia alla base, 14,22-18,74 x 3,86-5,68 µm.

## Habitat
Fruttifica su ceppaie e radici di pini e abeti.

## Commestibilità
Non commestibile.

## Sinonimi e binomi obsoleti
- Boletus benzoinus Wahlenb., Fl. Suecica 2: 1076 (1826)
- Boletus rubiginosus Schrad., Spicil. fl. germ. 1: 168 (1794)
- Boletus velutinus Vahl, Fl. Danic. 7 (1794)
- Boletus velutinus Schumach., Enum. pl. (Kjbenhavn) 2: 386 (1803)
- Ischnoderma resinosum f. benzoinum (Wahlenb.) Pilát, (1937)
- Lasiochlaena benzoina (Wahlenb.) Pouzar, Česká Mykol. 44(2): 98 (1990)
- Polyporus benzoinus (Wahlenb.) Fr., Elench. fung. (Greifswald) 1: 100 (1828)
- Polyporus guttatus Weinm., Syll. Pl. Nov. Ratisb. 2: 101 (1826)
- Polyporus morosus Kalchbr., Bot. Zbl. 27: 496 (1869)
- Polyporus nigrorugosa Lloyd, Mycol. Writ. 7: 1270 (1924)
- Polyporus pini-silvestris Allesch., Ber. bot. Ver. Landshut 11: 28 (1889)
- Polystictus benzoinus (Wahlenb.) Bigeard & H. Guill., Fl. Champ. sup. France (Chalon-sur-Saône) 2: 365 (1913)
- Trametes benzoina (Wahlenb.) Fr., Epicrisis Systematis Mycologici (Upsaliae): 489 (1838) [1836-1838]
- Ungulina benzoina (Wahlenb.) Singer, (1929)[2]